# Kwas antymonawy
Kwas antymonawy, H
3SbO
3, wodorotlenek antymonu(III), Sb(OH)
3 – hipotetyczny nieorganiczny związek chemiczny, w którym antymon występuje na III stopniu utlenienia. Istnienie tego związku nawet w roztworze jest wątpliwe. Znane są jedynie jego sole (antymoniny). Próby otrzymania H
3SbO
3 m.in. poprzez zakwaszenie roztworów antymoninów prowadzą jedynie do powstania białego, bezpostaciowego osadu uwodnionego tritlenku diantymonu o różnej zawartości wody (Sb
2O
3·nH
2O), który stopniowo ulega dehydratacji do bezwodnej postaci krystalicznej (Sb
2O
3).